# Ablaï-Taïsha
Ablaï-Taïsha (kalmouk : ᠠᠪᡇᠯᠠᠢ ; russe : Аблай-тайша, également, Абдулай, Абла, Абулай, Обла ou Облай), décédé en 1674, est un khan kalmouk.

## Biographie
Il est le fils de Baibagas Khan et de  Saikhanchkyn khatun Сайханчжун-хатун).
Il est le frère de Ochirt Tsetsen Khan (également orthographié Outchirtou-setchen) et neveu de Güshi Khan.
Lui et son frère, Ochirt Tsetsen Khan, règnent sur le Zaïssan-nor et au Sémipalatinsk.